# Azotan miedzi(II)
Azotan miedzi(II), Cu(NO3)2 – nieorganiczny związek chemiczny, sól kwasu azotowego i miedzi. Postać bezwodna tworzy niebiesko-zielone kryształy i sublimuje w próżni w temperaturze 150–200 °C.

## Właściwości
Tworzy formy uwodnione Cu(NO
3)
2·xH
2O, gdzie x = 2,5, 3 lub 6. Sześciowodzian (heksahydrat) łatwo traci wodę w temp. 25 °C dając Cu(NO
3)·3H
2O. Bezwodny Cu(NO
3)
2 jest otrzymywany z Cu oraz N
2O
4 zgodnie z reakcją
Cu + 3N
2O
4 → [NO][Cu(NO
3)
3] + 2NO
w obecności katalizatora MeCN, po której następuje rozkład [NO][Cu(NO
3)
2 do Cu(NO
3)
2. Próba dehydratacji dowolnego uwodnionego azotanu miedzi(II) przez ogrzewanie prowadzi jednak do tlenków, a nie Cu(NO
3)
2. W temp. 80 °C hydrat przekształca się bowiem w zasadowy azotan miedzi(II), Cu
2(NO
3)(OH)
3, który po podgrzaniu do 180 °C daje CuO.

## Otrzymywanie
Azotan miedzi można otrzymać np.:
- w reakcji kwasu azotowego z miedzią[2]:

ze stężonym kwasem azotowym: Cu + 4HNO
3 → Cu(NO
3)
2 + 2NO
2↑ + 2H
2O
z rozcieńczonym, zimnym kwasem azotowym: 3Cu + 8HNO
3 → 3Cu(NO
3)
2 + 2NO↑ + 4H
2O
- w reakcji kwasu azotowego z tlenkiem miedzi lub węglanem miedzi
- w procesie elektrolizy azotanu amonu z użyciem elektrody miedzianej.

W warunkach standardowych uwodniony azotan miedzi jest niebieskim, krystalicznym ciałem stałym. Rozpuszcza się w wodzie. Roztwór ma odczyn kwasowy.

## Zastosowanie
Stosowany jest m.in. do barwienia ceramiki, nabłyszczania żelaza, produkcji papieru światłoczułego, jako utleniacz w paliwach rakietowych i w pirotechnice.